# Isoetes inflata
Isoetes inflata är en kärlväxtart som beskrevs av E.R.L. Johnson. Isoetes inflata ingår i släktet braxengräs, och familjen Isoetaceae. Inga underarter finns listade i Catalogue of Life.